# Новые левые (Япония)
Японские новые левые (яп. 新左翼 Синсаёку) — общее название японской части общемирового движения новых левых. Японские новые левые включали в себя наиболее радикальных представителей студенческого движения выступавших против империалистической политики Японии и США и поддерживали национально-освободительные движения стран Третьего мира.
Оформилось даже раньше, чем в США и Западной Европе — студенческая лига «Дзэнгакурэн» (Национальная федерация студенческого самоуправления) уже в 1959—1960 годах устраивала громкие антивоенные и антикапиталистические акции, включая блокирование здания парламента и аэропорта. Студенты большей части университетов Японии, выступая против войны во Вьетнаме, перезаключения японо-американского договора безопасности, повышения платы за обучение и навязывания общества потребления с его одномерно-буржуазной идеологией, срывали занятия, занимали университетские корпуса и собирали митинги. Одним из символов студенческого сопротивления был лекционный корпус Ясуда Токийского университета. В январе 1969 года он был занят студентами и лишь после продолжительных столкновений полиции удалось выбить студентов с помощью водомётов.

## История
В 1956 году Никита Хрущёв тайно осудил сталинизм в своем докладе «О культе личности и его последствиях». Эта речь осталась незамеченной в официальных партийных органах сталинистской Коммунистической партии Японии, поэтому последняя на доклад никак не отреагировала. Но его копии распространились по всему миру и оказали большое влияние на молодежные и студенческие коммунистические организации. В 1957 году в результате раскола в Коммунистической партии Японии возникла первая в японской истории троцкистская организация - Японская революционная коммунистическая лига.
В 1958 году от Коммунистической партии отделилась маоистская группа, выступавшая за насильственную революцию. В 1959 году члены Дзэнгакурэн, где сосредоточились воинствующие радикалы, ворвались в Парламент Японии во время обсуждения Договора о взаимном сотрудничестве и гарантиях безопасности между США и Японией, вызвав одобрение части японского населения. Широко отмечалось, что старые левые не предпринимали никаких подобных крайних мер, и таким образом новые левые начали свое восхождение.
В 1959 году от Японской революционной коммунистической лиги откололась группа во главе с Канъити Куродой и Нобуеси Хондой под названием Революционная коммунистическая лига - Национальный комитет (РКЛ-НК). В свою очередь, в 1963 году РКЛ-НК раскололся надвое в результате разногласий между Куродой и Хондой по поводу того, следует ли проводить социалистическую революцию в союзе с другими или сосредоточиться на укреплении и расширении единой революционной организации, в результате чего произошел раскол на «Центральную основную фракцию», которую возглавлял Хонда и которая выступала за союз с другими, и «Революционную марксистскую фракцию», которая стойко придерживалась настояний Куроды на том, чтобы действовать в одиночку. В 1965 году в результате раскола в Японской социалистической молодежной лиге возникла «Освободительная фракция», которая отвергала троцкизм и выступала за люксембургианство.
В 1968-1969 годах в Японии разгорелись студенческие протесты, одной из причин которых было возобновление Договора о взаимном сотрудничестве между США и Японией. Многие из новых левых фракций воспользовались возможностью, чтобы захватить университетские здания, остановить занятия и выдвинуть требования. Они регулярно сражались с полицией и друг с другом на территории кампуса, надевая отличительные цветные каски, чтобы узнавать своих.
В 1969 году было пересмотрено и сформировано несколько анархистских групп. В кампусных боях эти группы носили черные каски вместе с «неприсоединившимися» протестующими, чтобы продемонстрировать, что они не будут объединяться с какой-либо конкретной группой.
Американо-японский договор о взаимном сотрудничестве был успешно продлен в 1970 году, и студенты, вернувшиеся к учебе, оставили новые левые группы практически безлюдными, остались только профессиональные левые. Группы раскололись на десятки враждующих группировок, и внутреннее насилие, которое до тех пор случалось, время от времени, становилось все более жестоким. Одна из фракций еще больше радикализировалась в печально известную Объединенную Красную Армию, которая убила двенадцать своих собственных членов во время сеансов самокритики. В 1971 году была сформирована Красная армия Японии, ответственная за ряд различных акций, в том числе бойню в аэропорту Лод и несколько захватов аэропортов.
С 1969 по 2003 год в результате внутреннего конфликта между группами новых левых ежегодно погибало от 1 до 4 человек.

## Антияпонизм
Одним из основных интеллектуальных течений среди новых левых был антияпонизм, являвшийся ответом на антияпонизм старых левых. Теория антияпонизма утверждала, что действия Японии со времен Мэйдзи были запятнаны империализмом, и необходим новый режим. Антияпонизм новых левых радикализировал этот аргумент, заявив, что сами японцы являются злом, и все следы японства должны быть удалены с «японского» архипелага. Сторонники этой теории считают, что единственный способ искупить вину перед «угнетающей и преступной японской расой» - это бороться против всех японских интересов. Антияпонизм сравнивают с антисемитизмом, за исключением того, что его отстаивают сами представители этнических групп.

## Представители
- Такааки Ёсимото